# مستشفى سموحة الجامعي
مستشفى سموحة الجامعي التخصصي أو مجمع سموحة الطبي هو مستشفى تعليمي حكومي مصري، وأحد مستشفيات جامعة الإسكندرية، يتبع كلية الطب (جامعة الإسكندرية)، يقع بمنطقة سموحة بمدينة الإسكندرية على مساحة حوالي 6 فدان، بدأ العمل على إنشائه سنة 2012 واُفتتح رسميًا في 2014، يُعد ثاني أكبر مستشفيات جامعة الإسكندرية، فوفقًا لإحصائيات سنة 2015 بلغت القدرة الاستيعابية للمستشفى حوالي 402 سرير، واستقبل 34786 مريض، وأُجري به 9381 عملية جراحية.

## المستشفيات
يضم مستشفى سموحة الجامعي مستشفيتين تخصصيتين هما:
- مستشفى سموحة لطب وجراحة الأطفال

بلغت قدرته الاستيعابية 269 سرير، واستقبل 23838 مريض، وأُجري به 3284 عملية جراحية.
- مستشفى سموحة للطوارئ

بلغت قدرته الاستيعابية 133 سرير، واستقبل 5738 مريض، وأُجري به 2274 عملية جراحية.

## وصلات خارجية
- الصفحة الرسمية للمستشفى على موقع فيس بوك.